# Chanceaux-près-Loches
Chanceaux-près-Loches är en kommun i departementet Indre-et-Loire i regionen Centre-Val de Loire i de centrala delarna av Frankrike. Kommunen ligger i kantonen Loches som tillhör arrondissementet Loches. År 2022 hade Chanceaux-près-Loches 113 invånare.

## Befolkningsutveckling
Antalet invånare i kommunen Chanceaux-près-Loches
Referens:INSEE